# Arnold Rieder
Arnold Rieder (né le 28 avril 1976) est un skieur alpin italien.

## Palmarès

### Coupe du Monde
- Meilleur classement final: 45e en 2004.
- Meilleur résultat: 4e.